# أسطفان الثامن باتوري
أسطفان الثامن باتوري من سوميوي (بالمجرية: Somlyói Báthory István)(1477م - 17 مارس 1534م) كان حاكم ترانسيلفانيا، وهو والد أسطفان باتوري، حاكم ترانسيلفانيا وملك بولندا. حمل أسطفان العديد من الألقاب والمناصب المهمة، بما في ذلك منصب حاكم ترانسيلفانيا ومنصب "الفويفود" (voivode)، وكان له دور بارز في الحياة السياسية والعسكرية في المجر. عائلة باتوري كانت معروفة أيضاً بعلاقاتها القوية مع عائلات نبيلة أخرى وتاريخها العريق في المنطقة.
سومليوي "Somlyói" هو لقب نبيل يشير إلى عائلة نبلاء مجرية قديمة تنتمي إلى منطقة "Somlyó" في المجر. كانت هذه العائلة ذات نفوذ واسع في التاريخ المجري، وغالباً ما ارتبطت بألقاب ومناصب مهمة داخل المملكة.
شغل منصب "بلاطين المجر" (بالإنجليزية: Palatine of Hungary)، وهو أعلى منصب في مملكة المجر منذ القرن 11 حتى إلغاءه في عام 1848م، حيث كان البلاطين نائبا للملك يُعينه الملك بنفسه.
تولى القيادة العامة للجيش المجري في معركة موهاكس عام 1526م التي هُزم فيها المجريين على يد الأتراك العثمانيين بقيادة السلطان سليمان القانوني والتي قُتل فيها الملك لويس الثاني جاجيلون ملك المجر، وبعد المعركة أيَّد مُطالبة يوحنا زابولياي حاكم الأردل (ترانسيلفانيا) بعرش المجر، ضد منافسه فرديناند الأول من آل هابسبورغ. وفي مقابل ذلك، كمكافأة على خدمته، عيَّنه حاكمًا على ترانسيلفانيا في عام 1530م.

## حياته
ولد "أسطفان باتوري من سومليوي" في القرن السادس عشر وكان من الشخصيات البارزة في السياسة والحكم.
والده ميكلوس باتوري سزانيسزلوفي (Báthori Szaniszlófi Miklós) من سومليو (1462م-1500م) وأمه صوفيا بانفي (Bánffy Zsófia) من لوسونك، وكان لديه شقيقان وأربع أخوات.  يُعتبر جد إليزابيث باثوري المعروفة بلقب "كونتيسة الدم" بسبب تاريخها الدموي في التعذيب والقتل.
في 26 نوفمبر 1519م، من خلال اتفاقية واستحواذات غير قانونية، تمكن من الاستيلاء مع أعضاء فرعه على قلعة سينير (Szynér) و ونصف بلدة سينيرفاراليا (Szynérváralja) (المدينة الصغيرة) وإقطاعيتها من آل باتوري فرع إتشدي (Ecséd)، وكان في ذلك الوقت من أتباع يوحنا زاپولياي. في 22 أكتوبر 1520م، تم تعيينه كإسپان (رئيس مقاطعة) (Ispán) لزابولتش، وهو المنصب الذي شغله على الأرجح حتى تم تعيينه نائبًا لأمير ترانسيلفانيا، وهو المنصب الذي ذُكر لأول مرة في المصادر بتاريخ 5 يونيو 1521م، واستمر في شغله حتى 28 نوفمبر 1522م.
منصب "إسپان" (ispán) هو منصب تاريخي من العصور الوسطى في المجر، وكان يشير إلى حاكم مقاطعة أو منطقة معينة. كان "الإسپان" يمثلون السلطة المحلية ويُديرون شؤون المقاطعة أو الإقليم، ويتخذون القرارات الإدارية والمالية وكان لهم أيضًا دور في حفظ النظام وتطبيق العدالة.
في 3 أغسطس 1523م، ذكر مرسوم صدر عن أقاربه - أبناء يوحنا باتوري سزانيسزلوفي وبيتر (Péter) وإيمري (Imre) - أنه رئيس مقاطعة (إسپان) لزابولتش مرة أخرى. في 13 سبتمبر 1524م، عينته الملكة ماريا، مع بولس آرتاندي (Ártándi Pállal)، كإسبان لبيريج (beregi) وقائداً لقلعة مونكاتش (mohácsi)، وهما المنصبان اللذان شغلهما حتى معركة موهاكس 1526م. في 1523م–1524م، شغل مرة أخرى منصب إسبان زابولتش مع أندراس باتوري (Báthori András) من إتشيد (Ecséd).
في فبراير 1530م، عينه يوحنا زاپولياي، الذي أصبح ملك المجر، حاكمًا على ترانسيلفانيا. أجبر الساكسونيون في ترانسلفانيا الذين أصبحوا مؤيدين للملك فرديناند الأول، على العودة إلى ولائهم ليوحنا زاپولياي تحت تهديد السلاح، كما أحرق مدينة توردا (Torda)، التي كانت موالية أيضًا لفرديناند، في عام 1531م. 

## عائلته
كانت زوجته كاتا تيليجدي (Telegdi Kata)، سليلة عائلة تيلجدي (Telegdi) النبيلة المرموقة، وكان والدها أسطفان تيليجدي (Telegdi István) (توفي 1514م)، الخازن الملكي، وأمها مارجيت بيبك (Bebek Margit) من بيلشش.
كان أجداد كاتالين تيليجدي (Katalin Telegdi) من جهة الأم هما جرجس بيبك بلدة بلسوتش (Pelsőczi)، وفروزينا هيدرفاري (Fruzsina Héderváry). 
كان لدى أسطفان الثامن باتوري وكاتالين تيليجدي أربعة أبناء وأربع بنات من زواجهما:
- إليزابيث باتوري (1528م–1562م) زوجة لايوس بيكري (Pekry Lajos)، ثم لازلو كيريتشيني (Kerecsényi László).
- نيكولاس باتوري (Báthory Miklós) (؟–؟)
- أندراش باتوري (Báthory András)(؟–1563م) كان قائداً في ساتمار (szatmár)، ووالد الكاردينال أندراس باتوري (Báthory András)، وبولديزار باتوري (Báthory Boldizsár) وأسطفان باتوري (Báthory István) رئيس أساقفة كرازنا (kraszna).
- كريستوف باتوري (Báthory Kristóf) (1530م–1581م) كان حاكماً لإقليم ترانسيلفانيا، ووالد سيغموند باتوري، أمير ترانسيلفانيا.
- أسطفان باتوري (1533م–1586م) أمير ترانسيلفانيا، وملك پولندا.
- صوفيا باتوري (؟–؟) زوجة ديميتر تشساكي (Csáky Demeter,)، ثم كيليمين دوتشي (Dóczy Kelemen).
- آنا باتوري (Báthory Anna) (؟ - بعد 1560م)، أرملة أنتال دروجيث (Drugeth Antal)، وزوجة جرجس باتوري (Báthori György) من إتشيد (ecsed)، والدة إليزابيث باتوري من إتشيد.
- كاتالين باتوري (Báthory Katalin) (؟–؟).